# 沈詠彤
沈詠彤（1845年11月27日—1882年4月25日），字管樵，又字肖竹，沈琦長子，福建侯官縣庠生，同治甲子科舉人，戊辰科進士，吏部考功司驗封司主事，總理各國事務衙門章京，加四級，誥授中憲大夫。